# سالی فون کوگلگن
سالی فون کوگلگن (انگلیسی: Sally von Kügelgen؛ ۲ مارس ۱۸۶۰ – ۱۶ اکتبر ۱۹۲۸) نقاش زن آلمانی بالتیک اهل استونی بود. وی نوه کارل فون کوگلگن نقاش معروف و دختر کونستانتین فون کوگلگن نقاش آلمانی‌تبار بوده‌است.

## نقاشی‌ها

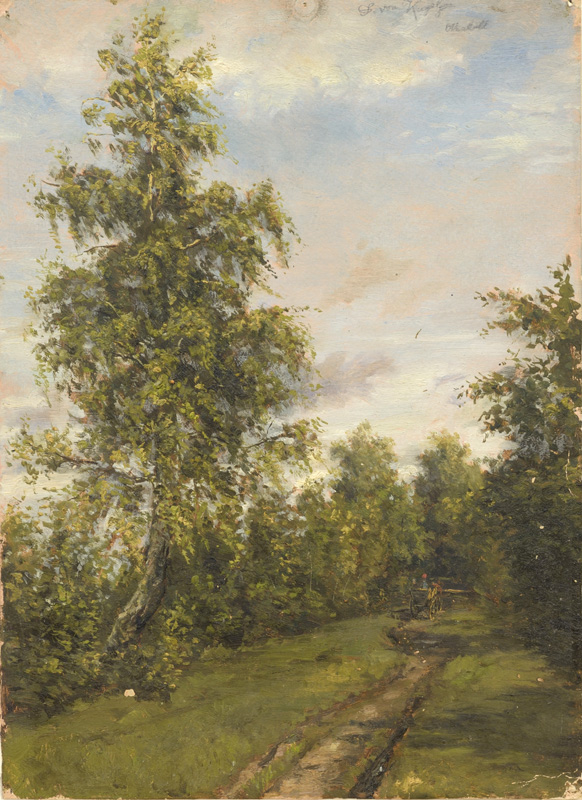
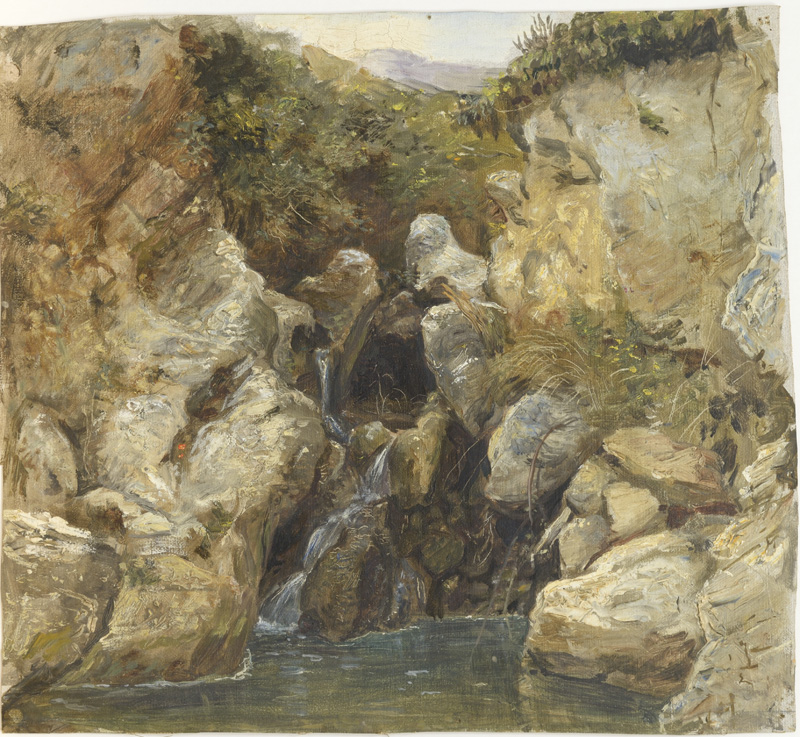
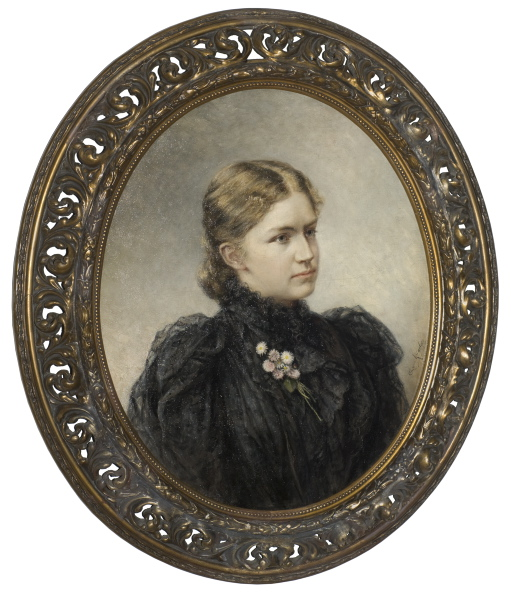
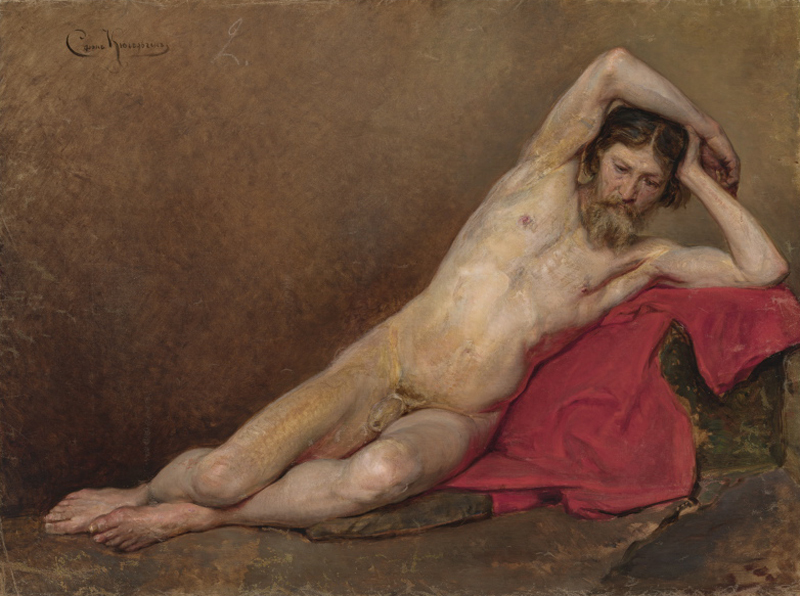
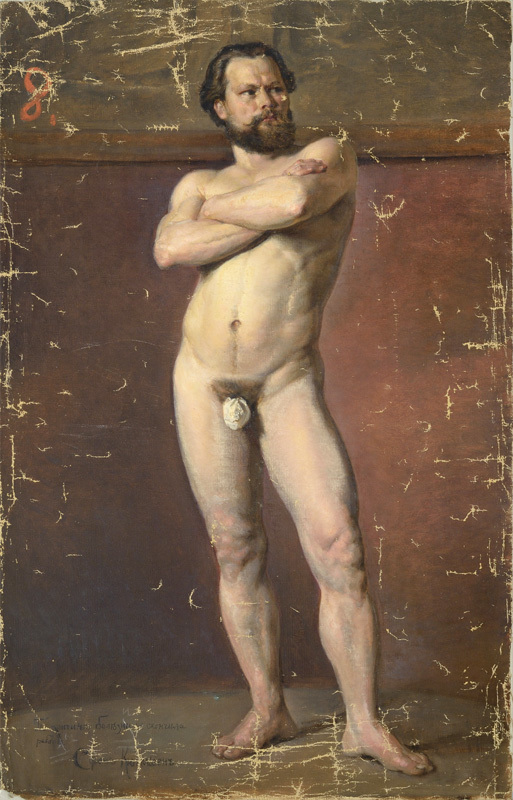
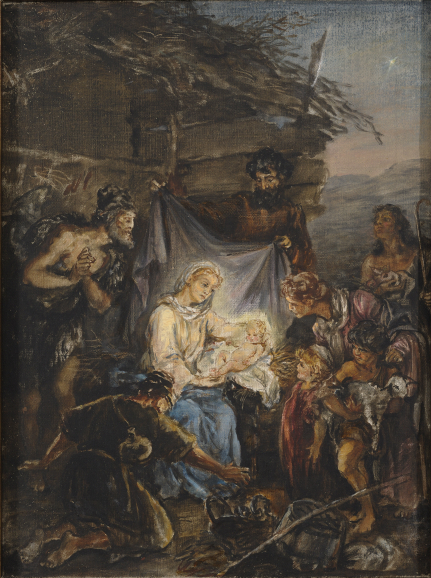